# 徐度 (南朝)
徐度（509年—568年），字孝节，安陆郡（今湖北省安陆市、云梦县、应城市一带）人。
早年不拘小节，嗜酒，常叫僕人買酒，又以骁勇闻名。陳霸先平定王僧辩時，徐度与侯安都擔任水军。多次擊退徐嗣徽、任约，以功封信威将军、郢州刺史，兼领吴兴太守。天嘉二年（561年）為會稽太守、歷官镇南将军、湘州刺史，又官郢州刺史。終官侍中、司空、车骑将军。其子徐敬成。

## 延伸阅读
[在维基数据编辑]
 《陳書/卷12》，出自姚思廉《陳書》